# L'Islet (district électoral)
Pour les articles homonymes, voir L'Islet.
L'Islet est un ancien district provincial du Québec qui a existé de la confédération jusqu'en 1973.

## Historique
Suivie de : Montmagny-L'Islet

## Liste des députés

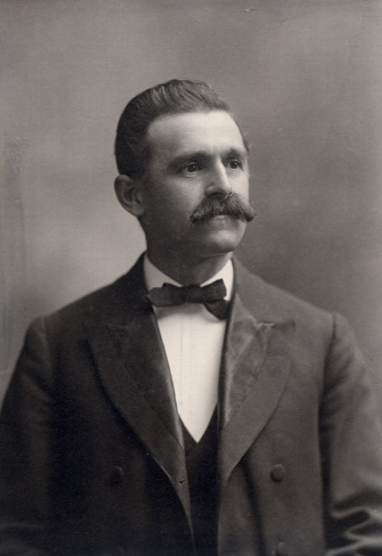
Joseph-Édouard Caron est député de L'Islet de 1902 à 1912 pour le Parti libéral du Québec

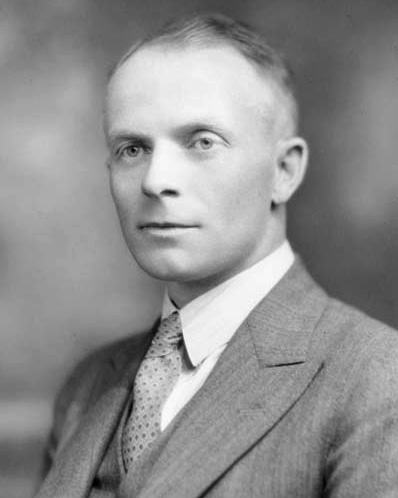
Adelard Godbout est député de L'Islet de 1929 à 1936 et de 1939 à 1948 pour le Parti libéral du Québec, chef de ce parti de 1936 à 1949 et Premier ministre du Québec en 1936 et de 1939 à 1944.

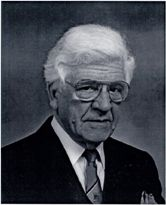
André Rousseau est député de L'Islet de 1960 à 1962 pour le Parti libéral du Québec

|  | 1867 - 1871 | Pamphile-Gaspard Verreault       | Conservateur    |
|  | 1871 - 1875 | Pamphile-Gaspard Verreault       | Conservateur    |
|  | 1875 - 1878 | Pamphile-Gaspard Verreault       | Conservateur    |
|  | 1878 - 1881 | Jean-Baptiste Couillard Dupuis   | Libéral         |
|  | 1881 - 1886 | Charles Marcotte                 | Conservateur    |
|  | 1886 -1890  | François-Gilbert Miville Dechêne | Libéral         |
|  | 1890 - 1892 | François-Gilbert Miville Dechêne | Libéral         |
|  | 1892 - 1897 | François-Gilbert Miville Dechêne | Libéral         |
|  | 1897        | François-Gilbert Miville Dechêne | Libéral         |
|  | 1897 - 1900 | François-Gilbert Miville Dechêne | Libéral         |
|  | 1900 - 1902 | François-Gilbert Miville Dechêne | Libéral         |
|  | 1902 - 1904 | Joseph-Édouard Caron             | Libéral         |
|  | 1904 - 1908 | Joseph-Édouard Caron             | Libéral         |
|  | 1908 - 1909 | Joseph-Édouard Caron             | Libéral         |
|  | 1909 - 1912 | Joseph-Édouard Caron             | Libéral         |
|  | 1912 - 1916 | Joseph-Octave Morin              | Conservateur    |
|  | 1916 - 1919 | Élisée Thériault                 | Libéral         |
|  | 1919 - 1923 | Élisée Thériault                 | Libéral         |
|  | 1923 - 1927 | Élisée Thériault                 | Libéral         |
|  | 1927 - 1929 | Élisée Thériault                 | Libéral         |
|  | 1929 - 1931 | Adélard Godbout                  | Libéral         |
|  | 1931 - 1935 | Adélard Godbout                  | Libéral         |
|  | 1935 - 1936 | Adélard Godbout                  | Libéral         |
|  | 1936 - 1939 | Joseph Bilodeau                  | Union nationale |
|  | 1939 - 1944 | Adélard Godbout                  | Libéral         |
|  | 1944 - 1948 | Adélard Godbout                  | Libéral         |
|  | 1948 -1952  | Fernand Lizotte                  | Union nationale |
|  | 1952 - 1956 | Fernand Lizotte                  | Union nationale |
|  | 1956 - 1960 | Fernand Lizotte                  | Union nationale |
|  | 1960 - 1962 | André Rousseau                   | Libéral         |
|  | 1962 -1966  | Fernand Lizotte                  | Union nationale |
|  | 1966 - 1970 | Fernand Lizotte                  | Union nationale |
|  | 1970 - 1973 | Julien Giasson                   | Libéral         |